# Greg le millionnaire
Greg le millionnaire est une émission de télévision française de télé réalité diffusée sur TF1 du 6 juin 2003 au 25 juillet 2003 et présentée par Grégory Basso. Elle a été inspirée par l'émission américaine Joe Millionaire qui avait eu un grand succès.

## Principe
Cette émission met en scène un faux millionnaire courtisé par 20 prétendantes ignorant tout de son passé et de sa vraie vie. 
Elle se déroule dans une villa grande et luxueuse située sur les hauteurs d’Ibiza.

## Prétendantes et éliminations
20 prétendantes ont participé à cette émission. Plusieurs d'entre elles sont éliminées au fur et à mesure des semaines.
- Gagnante le 25 juillet 2003 :
  - Marika, 23 ans, commerçante.
- Éliminée le 18 juillet 2003 :
  - Sandrine, 29 ans, intérimaire
- Éliminée le 11 juillet 2003 :
  - Ophélie, 23 ans, assistante chef de pub.
- Éliminée le 4 juillet 2003 :
  - Marjolaine [N 2], 22 ans, étudiante en théâtre au cours Florent.
- Éliminée le 20 juin 2003 :
  - Marion, 27 ans.
- Éliminées le 13 juin 2003 :
  - Awatef, 31 ans, maquilleuse.
  - Carine, 25 ans, clerc de notaire.
  - Tatiana, 29 ans, cadre commercial.
  - Émilie, 25 ans, assistante de gestion.
  - Virginie, 23 ans, vendeuse de meubles.
  - Pascale, 32 ans, mannequin.
  - Christelle, 25 ans, hôtesse.
- Éliminées le 6 juin 2003 :
  - Candice, 22 ans, étudiante, visiteuse médicale.
  - Véronique, 22 ans, vendeuse.
  - Elodie, 20 ans, étudiante en restauration de tableaux.
  - Monique, 31 ans, esthéticienne.
  - Carole, 25 ans, animatrice télémarketing.
  - Cécilie, 24 ans, podologue.
  - Bouchra, 25 ans, serveuse.
  - Sonia, 25 ans, mannequin.